# Instituto de Artes de la UFRGS
El Instituto de Artes (IA) es una escuela superior de arte y una unidad de la Universidad Federal de Río Grande del Sur ubicada en Porto Alegre, Brasil.
Fundada en 1908 con el nombre de Instituto Livre de Belas Artes por iniciativa del gobierno del estado y con la dirección de Olinto de Oliveira, dividido en los departamentos de Música y Bellas Artes,fue la primera escuela de artes de nivel superior creada en el estado y una de las más antiguas de Brasil que siguen en funcionamiento.
Inició su trayectoria como una escuela independiente por casi treinta años. Desde 1934 se dieron varios periodos de incorporación temporal a la universidad cerrando recién esta fase de inestabilidad en 1962 con su integración definitiva, lo que posibilitó la expansión y calificación de sus actividades. Actualmente, el IA está compuesto por los departamentos de Artes Visuales, Música y Arte Dramática. Posee más de cien profesores y cerca de 1600 alumnos. Tiene núcleos de investigación teórica, laboratorios de investigación en nuevos medios y tecnologías, una colección permanente, galería de exposiciones, biblioteca, auditorio, salas de teatro, muchos programas de extensión universitaria y convenios de intercambio e investigación con instituciones y universidades nacionales y extranjeras.
La institución nació en condiciones difíciles y requirió décadas para consolidarse pero, desde su inicio, asumió el papel de principal instancia de producción y consagración artística de Río Grande del Sur, desarrollando un trabajo fundamental para la estructuración, sistematización y profesionalización del sistema de artes. Formó generaciones de alumnos, muchos de ellos llegaron a ser renombrados, además de ser el principal centro de producción y difusión del pensamiento sobre teoría y crítica del arte.